# アンジオテンシンII受容体拮抗薬
アンジオテンシンII受容体拮抗薬（アンジオテンシンツーじゅようたいきっこうやく、英語: angiotensin II receptor blocker, ARB）は、アンジオテンシンII（以下、「AII」と略す）と拮抗し、AIIがAII受容体への結合を阻害することにより血圧の降下作用を示す薬物である。
カルシウム拮抗薬と同じく高血圧症の治療薬であるが、1970年代にARBの基本骨格を創製したのは、武田薬品工業である。現在、日本国内で発売されているのは、ロサルタン（商品名：ニューロタン）、バルサルタン（商品名：ディオバン）、カンデサルタンシレキセチル（商品名：ブロプレス）、テルミサルタン（商品名：ミカルディス）、オルメサルタン メドキソミル（商品名：オルメテック）、イルベサルタン（商品名 アバプロ/イルベタン）、アジルサルタン（商品名：アジルバ）などがある。

## 機序
AIIはレニン・アンジオテンシン・アルドステロン系において産生されるホルモン様物質でアンジオテンシンIが活性化された物質である。AIIの働きとして下記のような働きがある。
- 細胞質内にCa2+を流入させることにより血管を収縮させ血圧を上昇させる。
- 副腎皮質球状層のアルドステロン合成を促進し、分泌させる。
- 視床下部に作用して口渇感とバソプレッシン（脳下垂体後葉）の放出を促す。
- 近位尿細管でNa+の再吸収を促進させる。
- レニン分泌を抑制する。

AII受容体はAT1とAT2の2つがあり、AIIの大部分はAT1に結合して上記のような作用を発現する。AII拮抗薬はこのAT1受容体を直接阻害して降圧作用を示す。
メタアナリシスにおいて、アンジオテンシン変換酵素阻害薬（ACE阻害薬）は、有意に低い全死因死亡率、心血管関連死亡率、および心血管発生率（それぞれ相対的低下13%、17%、および14%）と関連したが、それらの効果はカルシウム拮抗剤や利尿剤より低かった。またARBによる治療は前述のいずれについても利益を示さなかった。脳卒中のリスクの減少は、ACE阻害薬とARBのどちらにも認められなかった。バルサルタン事件などで効果の再評価が進んでおり、厳しいコンプライアンスが要求される最近の試験ではアンジオテンシン変換酵素阻害薬のいわゆる「降圧効果を超えた臓器保護作用」に否定的データが提出されるようになった。
バルサルタン事件ではバルサルタンには心・脳血管保護作用があるとする論文は捏造であることが判明し撤回された。またNAVIGATOR試験ではバルサルタンの心血管イベント抑制効果は認められなかった。またONTARGET試験ではACE阻害剤に加えたテルミサルタンは心イベントを増加し、TRANSCEND試験ではテルミサルタンはプラセーボより心血管イベントを増加させた。 I-PRESERVE試験では、拡張性心不全患者においてイルベサルタンの上乗せ効果は認められなかった。CASE-J試験では、心血管イベントの発生率はカンデサルタン群とアムロジピン群で有意差は無かったが、武田薬品は説明用スライドで不正を行ったことを認め陳謝した。OSCAR試験では、オルメサルタン投与群に対して、オルメサルタンを追加するよりはCa拮抗薬（アムロジピンまたはアゼルニジピン）を追加した方が心血管イベントが減少した。ADVANCED-J試験では、ARBで降圧効果が十分でなかった症例にARBを追加するよりアムロジピン追加群の方が降圧効果およびIMTやeGFRなどの指標による腎保護効果が強かった。
腎保護作用については、腎臓の輸出細動脈を拡張し、糸球体内圧を下げることによる直接的な腎保護作用があるとされていたが、現時点のメタアナリシスでは否定された。一方腎機能が中程度から高度に低下し血清クレアチニン値が3ミリグラム/デシリットル以上あるいはクレアチニンクリアランスが30未満の患者では、輸出細動脈の拡張に伴い糸球体内圧が過度に低下し、乏尿などにより腎機能が却って悪化する。さらにアンジオンテンシンIIの減少に伴いアルドステロンの分泌が抑制されるため、腎臓におけるナトリウムと重炭酸の排出が増える一方、カリウムの排出が抑制されるため高カリウム血症およびアルカローシスが起こり腎機能を障害する。このため、高度の腎機能低下や高カリウム血症ではACEおよびARBの使用は禁忌とされている。
そもそもレニン-アンジオテンシンーアルドステロン系は塩分とそれに伴う水分の喪失により循環血流量および血圧が低下した場合に重要臓器の循環血流量を確保するために作動する、主として陸生哺乳類で進化した系統である。したがって、現代人のように塩分が過多の状況ではレニンおよびアンジオテンシンIIの分泌はもともと抑制されている。従って、基本的に塩分過多の高血圧症例ではアンジオテンシンII変換酵素阻害剤（ACE阻害剤）やアンジオテンシンII受容体拮抗薬（ARB)による降圧効果は十分でない。このため、現時点の本態性高血圧の治療は、依然として塩分制限が中心であり、これにカルシウム拮抗剤や利尿剤とARBを組み合わせた配合錠が広く使われるようになっている。

## 適応症
- 高血圧
- 2型糖尿病性腎症：ロサルタン
- 心不全（ACE阻害薬不忍容例）：カンデサルタンシレキセチル

上記以外のARBには高血圧症以外の適応はない。
なお、日本国外における国内承認薬のその他の適応症として
- 2型糖尿病性腎症：ロサルタン
- 心不全：ロサルタン・バルサルタン・カンデサルタンシレキセチル
- 左室肥大を伴う高血圧患者の心血管系イベント抑制（特に脳卒中の予防）：ロサルタン
- 心臓発作後の高リスク患者における心疾患死抑制：バルサルタン
- 病態の異なる広範な慢性心不全患者の心血管死および心不全の悪化による入院を減少：カンデサルタンシレキセチル

などがある。

## 副作用
- 血管浮腫（頻度不明）
- 高カリウム血症（0.1%未満）
- 間質性肺炎（頻度不明）
- 腎不全（頻度不明）
- 肝炎（頻度不明）
- 失神（頻度不明）

ARB単独では急性腎障害を起こさないが、ARB+利尿薬＋NSAIDsの3剤を併用することで著しい腎血流量の低下を来し、急性腎障害に至ることがある。これら3剤の併用は「triple whammy」と呼ばれ、避けるようにする。

## 禁忌
- 妊婦又は妊娠している可能性のある婦人
- 胆汁の分泌が極めて悪い患者又は重篤な肝障害のある患者：テルミサルタン